# 桜川温泉
桜川温泉（さくらかわおんせん）は、群馬県利根郡川場村にある温泉。武尊山の麓の桜川沿いに湧いている。

## 泉質
- アルカリ性単純温泉[1][2]
  - 泉温　30℃[2]

## 温泉地
武尊山の麓、利根川水系の桜川沿いに、日帰り入浴施設と宿泊施設を兼ねた多目的施設「世田谷区民健康村　ふじやまビレジ」が1軒存在する。
施設では農業体験やスポーツの試合も実施している。
北へ進んだ先には、川場スキー場も存在する。

## アクセス
- JR上越線沼田駅より、車で40分。

- 関越自動車道沼田ICより、車で20分[1]。

## 施設情報
- 営業時間　10:00〜21:00[3]
- 定休日　木曜日[3]